# Iscayachi
Iscayachi is een plaats in het departement Tarija, Bolivia. Het is naar aantal inwoners de grootste plaats van de gemeente El Puente, gelegen in de Eustaquio Méndez provincie.

## Bevolking
| Jaar | Populatie |
| ---- | --------- |
| 1992 | 501       |
| 2001 | 621       |
| 2012 | 730       |